# Oslica
Oslica – wieś w Słowenii, w gminie Ivančna Gorica. W 2018 roku liczyła 79 mieszkańców.